# Янкулова къща
Янкуловата къща е възрожденска къща в град Мелник, България. Обявена е за паметник на културата.

## Описание
Сградата е разположена на левия бряг на Роженското дере, под църквата „Свети Николай“. Построена през XIX век върху средновековни зидове и е типичен представител на Мелнишката къща. Конструкцията е паянтово-скелетна с пълнеж от тухли върху каменните средновековни зидове със скрити сантрачи. Сградата е реставрирана като конструкцията на етажа е подновена.
Обемът на сградата е успореден на хоризонталите на терена, което е рядкост за града. Състои се от приземие, използвано за търговска площ, междинно ниво, имащо складови и други стонапски фунции и етаж, използван за живеене. До междинния етаж се стига с вътрешна стълба от приземието и през двукрила метална врата от юг. Вътрешният двор играе роля на разпределителна за търговските и складовите помещения. Етажът е симетрично решен, като помещенията са около централно разположен салон. Във втората половина на XIX век е извършено преустройство, като стълбата за етажа е изместена, а на него с преграждане са обособени две нови помещения.
Интериорът е скромен. Спалното помещение е с богато декорирани долапи алафранга.